# 1/3
1/3（3分の1、さんぶんのいち）は、0 と 1 の間にある有理数の一つで、3 の逆数である。

## 数学的性質
- 1/2の次の単位分数であり、二番目に大きい単位分数である。次の単位分数は1/4だが、「素数の単位分数」だと次は1/5になる。
- 1 ÷ 3 に等しい。
- {\displaystyle {\sqrt[{3}]{x}}} は {\displaystyle x^{\frac {1}{3}}} のことである。
- 底面積 S、高さ h の角錐や円錐の体積 V は、V = 1/3Sh で求められる。
- 級数 1 − 2 + 4 − 8 + …, 1/2 − 1/4 + 1/8 − 1/16 + ⋯, 1/4 + 1/16 + 1/64 + 1/256 + ⋯ はそれぞれ、1/3 に収束するとも考えられている。

### 他の進数における性質
- 素因数に3が含まれているN進法であれば、1/3 は割り切れる小数になる。しかし、十進法や十六進法など、素因数に3が含まれていないN進法では、1/3 は割り切れない小数になる。
  - 1/3 = 0.0101…(2) = 0.1(3) = 0.1313…(5) = 0.2(6) = 0.2525…(8) = 0.3(9) = 0.3333…(10) = 0.4(12) = 0.5(15) = 0.5555…(16) = 0.6(18) = 0.6D6D…(20) になる。(下線部は循環節)
  - 1/2 と 1/3 の両方が割り切れるN進法は、Nが6の倍数になる。具体的に、六進法、十二進法、十八進法が該当する。

## その他1/3に関すること
- 十進法や十六進法では、一つの数字が無限に続く循環小数になる「自然数の逆数」としては最大となるため、1/3は「割り切れない数」の例としてよく用いられる。
- 中国数学および和算では、小半または少半と呼ぶ。
- 野球で投球回 1/3 とは、「1アウトを取った」という意味である。
- 日本国憲法第56条第1項では「両議院は、各々その総議員の三分の一以上の出席がなければ、議事を開き議決することができない。」と規定している。
- アスパルテームの商品「パルスイート」は使用量が1/3で砂糖と同程度の甘さになる[1]。
- 柔軟剤の商品名に「ソフラン1/3」（1987年にライオンが発売。現・ふんわりソフラン）、ハミング1/3（花王が発売。現・ハミング。ソフラン1/3に対抗するために発売された。）があった。いずれも従来の柔軟剤を3倍に濃縮した物で、容器のスペースを取らないため人気商品となった。
- 固定資産税では、住宅用地の課税標準において、住宅の敷地で住宅1戸につき200平方メートルを超え、住宅の床面積の10倍までの部分（一般住宅用地）については、課税標準を登録価格の 1/3 とする特例が設けられている。
- 黙示録のラッパ吹きは、第一から第六が世界の1/3を滅ぼしていく。
- 『1/3の純情な感情』は、SIAM SHADEの1997年のシングル。
- 『サンブンノイチ』は、木下半太による小説。及び小説を基に品川ヒロシによって映画化された作品。
- 『今月の少女（LOONA）1/3』は、韓国の女性アイドルグループ今月の少女（LOONA）内のユニット。
- 33 1/3 (33と3分の1)
  - レコード - レコードの回転数は33 1/3 rpmであり、これはロングプレイ (LP、long play)として知られている。
  - 『33 1/3』 (サーティ・スリー・アンド・ワン・サード、Thirty Three and 1/3) - ジョージ・ハリスンのアルバム。
  - 『裸の銃を持つ男 PART 33 1/3 最後の侮辱』 (The Naked Gun 33 1/3: The Final Insult) - コメディ映画、裸の銃を持つ男シリーズ (The Naked Gun Series)の第3弾。

## 符号位置
| 記号 | Unicode | JIS X 0213 | 文字参照         | 名称   |
| ---- | ------- | ---------- | ---------------- | ------ |
| ⅓    | U+2153  | 1-7-88     | &#x2153; &#8531; | 3分の1 |